# Guía de Stanley Yelnats para Sobrevivir en el Campamento Lago Verde
La guía de supervivencia de Stanley Yelnats para Sobrevivir en el Campamento Lago Verde es una novela de 2003 para adultos jóvenes de Louis Sachar, publicada por primera vez por Yearling Books (un sello de Random House ). Es el segundo de una serie inaugurada en 1998 por el premiado Hoyos.
La guía de supervivencia es un "manual irónico para los recién llegados" al Campamento Lago Verde, para un viaje "más placentero" que el que se presenta en Hoyos . 
El 18 de mayo de 2003, el libro ocupaba el octavo lugar según The New York Times en su lista de libros de bolsillo para niños más vendidos. 
Se estrenó un mes antes del estreno de la versión cinematográfica de Hoyos.